# Belka i Strelka
Belka i Strelka su bili psi koji su poslani u svemir poslije Lajke da bi se vidjelo mogu li živa bića živjeti u svemiru. Proveli su dan u umjetnom satelitu Sputnjik 5 (Korablj-Sputnjik 2) 19. kolovoza 1960. prije nego što su sigurno vraćeni na zemlju. Zajedno s Belkom i Strelkom posadu su činili 40 miševa, dva siva zeca, štakori,  biljke i gljive. Strelka je imala šest štenaca, od kojih je jednog pod imenom Pušinka (Пушинка, "Pahuljica") sovjetski premjer Nikita Hruščov poklonio prilikom posjeta SAD-u, kćerki američkog predsjednika Kennedyja, Carolini Kennedy.
U Rusiji je 2010. godine snimljen dugometražni animirani film pod imenom Belka i Strelka: Svemirski psi.